# 年福纯
年福纯（1949年12月—），河北抚宁人，中国人民解放军将领、中国人民解放军中将。 
2006年，授予中国人民解放军中将，曾任军事科学院副政治委员，后改任总政治部主任助理。2012年底，退役。